# Xermaménil
Xermaménil [ɡzɛʁmamenil] est une commune française située dans le département de Meurthe-et-Moselle, en région Grand Est.
Elle portait autrefois le surnom de Xermaménil-les-Monsieurs.

## Géographie
Xermaménil est une petite commune rurale d'environ 500 habitants du sud-ouest du département de Meurthe-et-Moselle, à environ 7 kilomètres de Lunéville. Elle est traversée par la Mortagne.
| Mont-sur-Meurthe | Rehainviller | Hériménil   |
|                  | Xermaménil   |             |
| Lamath           |              | Gerbéviller |

### Hydrographie
La commune est dans le bassin versant du Rhin au sein du bassin Rhin-Meuse. Elle est drainée par la Mortagne, le ruisseau d'A Pre, le ruisseau de Fouxon, le ruisseau de la Fontaine Benite, le ruisseau de Morbemenil, le ruisseau du Rupt de Cru et le ruisseau le Laxat,.
La Mortagne, d'une longueur de 75 km, prend sa source dans la commune de Saint-Léonard et se jette  dans la Meurthe à Mont-sur-Meurthe, après avoir traversé 26 communes. 

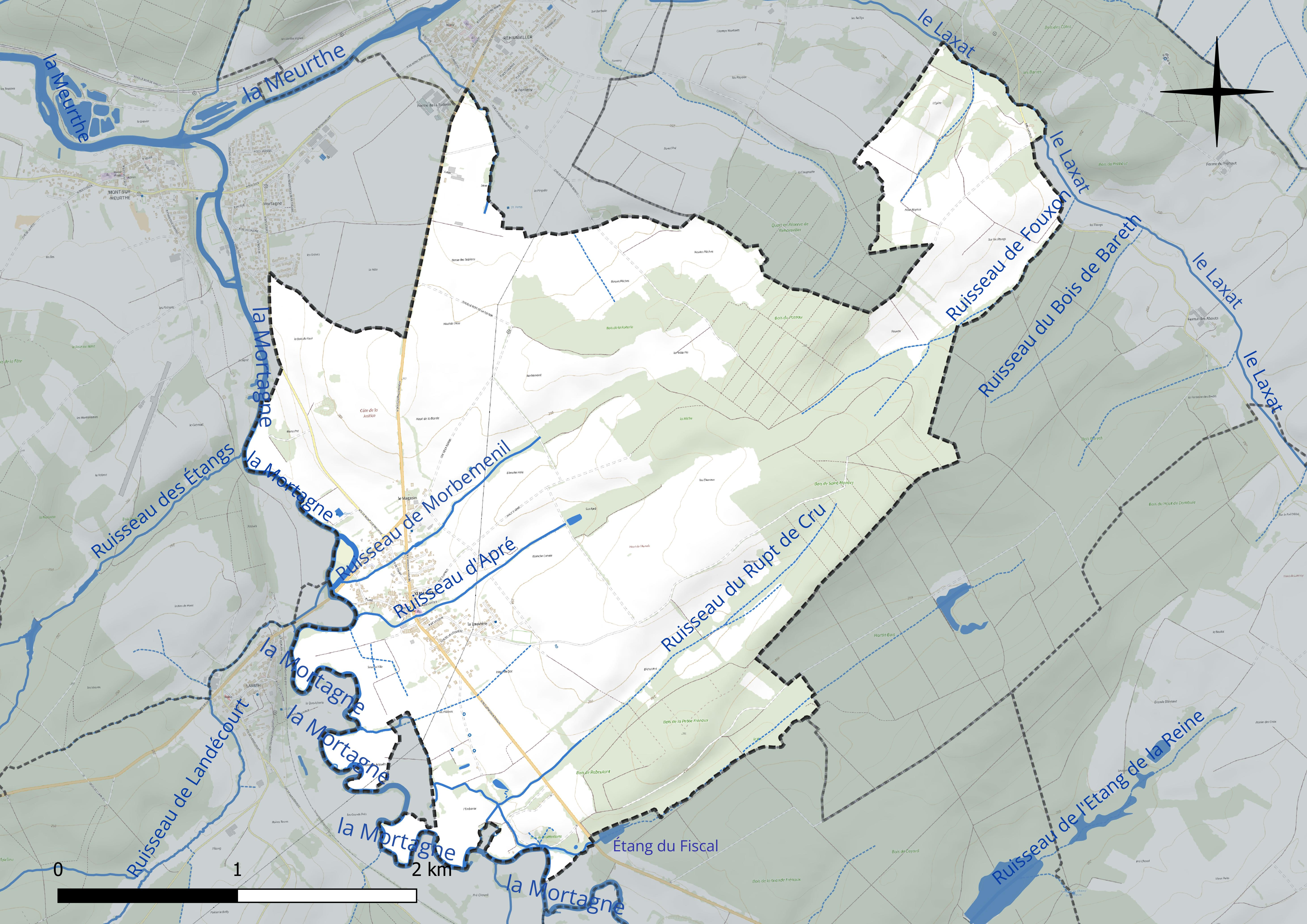
Réseau hydrographique de Xermaménil.

### Climat
Pour des articles plus généraux, voir Climat du Grand Est et Climat de Meurthe-et-Moselle.
En 2010, le climat de la commune est de type climat océanique dégradé des plaines du Centre et du Nord, selon une étude du Centre national de la recherche scientifique s'appuyant sur une série de données couvrant la période 1971-2000. En 2020, Météo-France publie une typologie des climats de la France métropolitaine dans laquelle la commune est exposée à un climat semi-continental et est dans la région climatique  Lorraine, plateau de Langres, Morvan, caractérisée par un hiver rude (1,5 °C), des vents modérés et des brouillards fréquents en automne et hiver. 
Pour la période 1971-2000, la température annuelle moyenne est de 9,7 °C, avec une amplitude thermique annuelle de 17,1 °C. Le cumul annuel moyen de précipitations est de 786 mm, avec 11,3 jours de précipitations en janvier et 9,6 jours en juillet. Pour la période 1991-2020, la température moyenne annuelle observée sur la station météorologique de Météo-France la plus proche, « Roville », sur la commune de Roville-aux-Chênes à 19 km à vol d'oiseau, est de 10,3 °C et le cumul annuel moyen de précipitations est de 833,3 mm. 
La température maximale relevée sur cette station est de 40 °C, atteinte le 25 juillet 2019 ; la température minimale est de −24,5 °C, atteinte le 2 janvier 1971,,. 
Les paramètres climatiques de la commune ont été estimés pour le milieu du siècle (2041-2070) selon différents scénarios d'émission de gaz à effet de serre à partir des nouvelles projections climatiques de référence DRIAS-2020. Ils sont consultables sur un site dédié publié par Météo-France en novembre 2022.

## Urbanisme

### Typologie
Au 1er janvier 2024, Xermaménil est catégorisée commune rurale à habitat dispersé, selon la nouvelle grille communale de densité à sept niveaux définie par l'Insee en 2022.
Elle est située hors unité urbaine. Par ailleurs la commune fait partie de l'aire d'attraction de Nancy, dont elle est une commune de la couronne,. Cette aire, qui regroupe 353 communes, est catégorisée dans les aires de 200 000 à moins de 700 000 habitants,.

### Occupation des sols
L'occupation des sols de la commune, telle qu'elle ressort de la base de données européenne d’occupation biophysique des sols Corine Land Cover (CLC), est marquée par l'importance des territoires agricoles (65,9 % en 2018), une proportion identique à celle de 1990 (65,9 %). La répartition détaillée en 2018 est la suivante : terres arables (45,7 %), forêts (30,9 %), prairies (11 %), zones agricoles hétérogènes (9,2 %), zones urbanisées (3,1 %). L'évolution de l’occupation des sols de la commune et de ses infrastructures peut être observée sur les différentes représentations cartographiques du territoire : la carte de Cassini (XVIIIe siècle), la carte d'état-major (1820-1866) et les cartes ou photos aériennes de l'IGN pour la période actuelle (1950 à aujourd'hui).

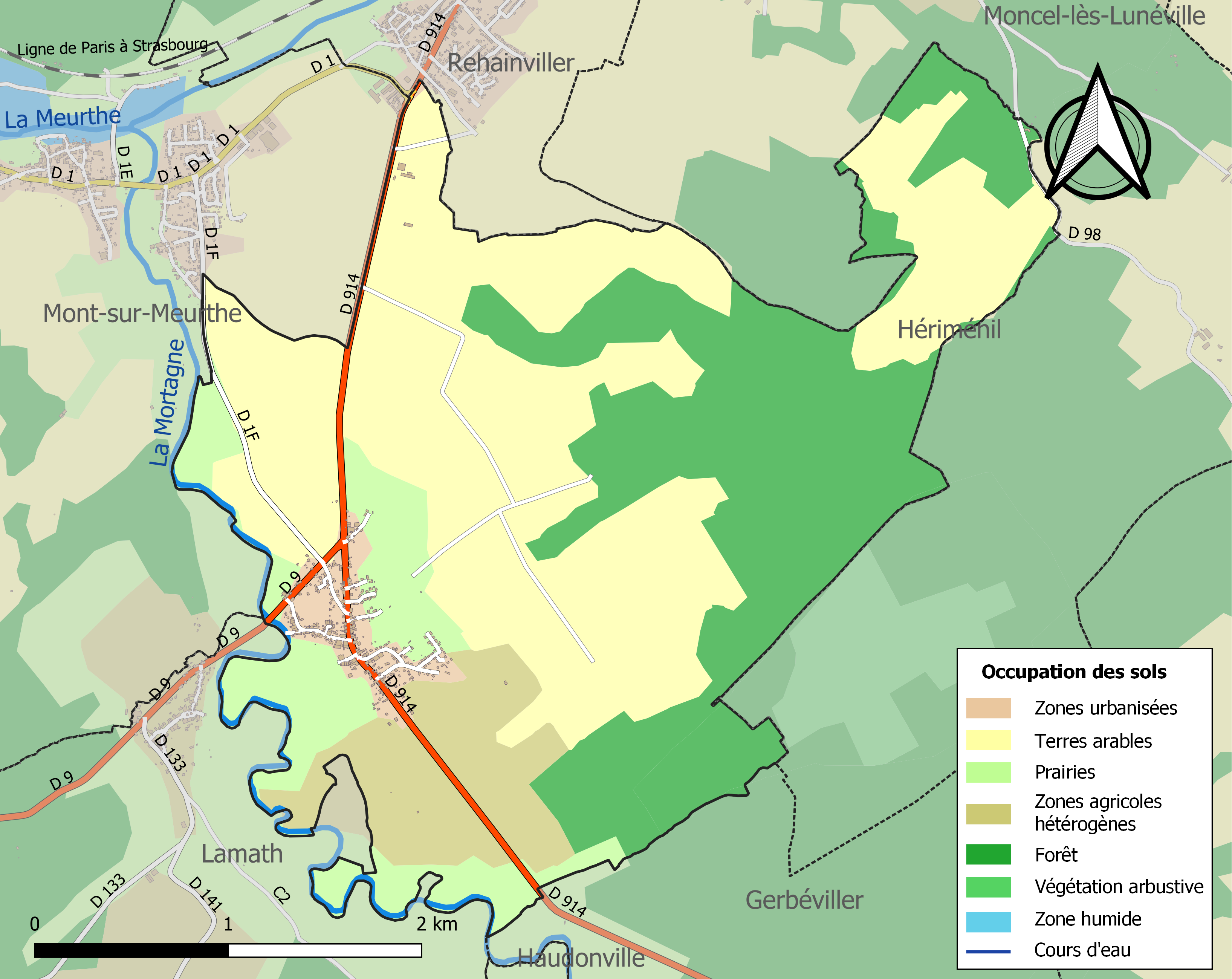
Carte des infrastructures et de l'occupation des sols de la commune en 2018 (CLC).

## Toponymie

### Mentions anciennes
On trouve les formes suivantes du toponyme dans les vieux documents : Armemesni (1152), Sarmanmasnil (1178-1186), Xarmamenil (1296), Xarmanmengny (1304), Xarmanmesny (1315), Xermamesny (1316), Xermanmesnil (1427), Xermaménil ou Chemaménil (1787).
Selon les travaux scientifiques Dauzat/Rostaing, Billy, Morlet et Nègre, Xermaménil serait hérité de la concaténation du nom franc Saraman ou Sareman et du mot latin mansionîle signifiant domaine rural. 

#### Toponyme dialectal et prononciation
En lorrain roman et au début du XXe siècle, Xermaménil se prononçait localement Chmaménil et Chameni et Chermaménil  ; cependant, ces orthographes ne traduisent pas bien l'ancienne prononciation lorraine qui expirait fortement la syllabe [che]. Il faudrait pronnoncer [χermaménil] en utilisant le phonème [χ] de l'alphabet phonétique international.  Emile Badel dans son Dictionnaire des noms de rues à Nancy prend Xermaménil en exemple pour dénoncer la corruption verbale des toponymes lorrains contenant une lettre [X]. Il explique qu'elle s'est peu à peu substituée à la lettre  grecque [χ] (chi) utilisée au Moyen Âge pour représenter un son proche du ch allemand ou de la jota espagnole, très fréquent en lorrain-roman que les philologues notent le plus souvent [hh]. On le retrouve aussi en breton, orthographié [c'h].

## Histoire
On trouve la première mention écrite du village au XIIe siècle. Selon un inventaire sommaire de la chambre des comptes de Lorraine, Xermaménil ne comptait plus que « deux conduits » en 1644, à la suite des destructions commises la même année par les cavaliers du régiment d'Haussonville. La seigneurie de Xermaménil passa du seigneur de Nomény à celui de Riste au  XVIIIe siècle.
En 1857, un décret impérial distrait la section cadastrale dite « de Mortagne » du territoire communal pour l'intégrer à celui de Mont-sur-Meurthe.

### Le trésor de Gerbéviller
C'est sous ce nom qu'est connu la découverte archéologique faite en 1848. On mit au jour sur le territoire de Xermaménil, en limite de celui de Gerbéviller et sur les bords de la Mortagne, un ensemble d'objets en bronze comprenant des javelots, des lances, des flèches et des faucilles datant de l'âge du bronze. Une partie de cette trouvaille est au musée d’Épinal. Cette découverte est très injustement appelée trésor de Gerbéviller.

### L'ancien moulin de Méharménil
On ne sait pas si ce moulin était situé sur l'actuel territoire de Gerbéviller ou sur Xermaménil. Dans son ouvrage sur la voirie médiévale, Jean-Marie Yante mentionne un pont sur la Mortagne à Méhartménil en 1218. En 1346, Isabelle de Lorraine Dame d'Ancerville et de Gerbéviller donne à l'abbaye de Beaupré ce qu'elle possède au moulin « con dit de Meharmesnil qui siet sur la riviere de Mourtenne (Mortagne) entre Gileberviller et Xermamenil ».

### Flottage sur laMortagne
lors de la construction de la cathédrale de Nancy, Boccard, chaufournier à Art-sur-Meurthe ayant soumissionné la fourniture de la chaux, avait besoin de bois pour la préparer. Il en fit venir par des charretiers qui le déposèrent en amont de Xermaménil. Ce bois fut ensuite flotté jusqu'à Saint-Nicolas-de-Port.

## Politique et administration
| Période                                  | Période             | Identité                   | Étiquette | Qualité                   |
| ---------------------------------------- | ------------------- | -------------------------- | --------- | ------------------------- |
| Les données manquantes sont à compléter. |                     |                            |           |                           |
| avant novembre 1833                      | après juin 1839     | Mangin                     |           | Conseiller de département |
| avant novembre 1850                      | après novembre 1850 | Ducret                     |           |                           |
| 1874                                     |                     | Briot                      |           |                           |
| avant 1904                               | après 1904          | Charles Jacob              |           | Avocat                    |
|                                          |                     |                            |           |                           |
| avant 1981                               | ?                   | Jean Briet de Rainvilliers |           |                           |
| mars 1983                                | mars 2008           | Jean Albert                |           |                           |
| mars 2008                                | mai 2020            | Laurent Gellenoncourt      |           |                           |
| mai 2020                                 | En cours            | Joël Donatin               |           |                           |

## Population et société

### Démographie
L'évolution du nombre d'habitants est connue à travers les recensements de la population effectués dans la commune depuis 1793. Pour les communes de moins de 10 000 habitants, une enquête de recensement portant sur toute la population est réalisée tous les cinq ans, les populations de référence des années intermédiaires étant quant à elles estimées par interpolation ou extrapolation. Pour la commune, le premier recensement exhaustif entrant dans le cadre du nouveau dispositif a été réalisé en 2008.

En 2022, la commune comptait 552 habitants, en évolution de +0,18 % par rapport à 2016 (Meurthe-et-Moselle : −0,13 %, France hors Mayotte : +2,11 %).
| 1793 | 1800 | 1806 | 1821 | 1831 | 1836 | 1841 | 1846 | 1851 |
| ---- | ---- | ---- | ---- | ---- | ---- | ---- | ---- | ---- |
| 337  | 436  | 416  | 395  | 398  | 447  | 469  | 467  | 464  |

| 1856 | 1861 | 1872 | 1876 | 1881 | 1886 | 1891 | 1896 | 1901 |
| ---- | ---- | ---- | ---- | ---- | ---- | ---- | ---- | ---- |
| 440  | 374  | 359  | 371  | 390  | 413  | 368  | 354  | 334  |

| 1906 | 1911 | 1921 | 1926 | 1931 | 1936 | 1946 | 1954 | 1962 |
| ---- | ---- | ---- | ---- | ---- | ---- | ---- | ---- | ---- |
| 318  | 327  | 299  | 298  | 292  | 281  | 289  | 273  | 297  |

| 1968 | 1975 | 1982 | 1990 | 1999 | 2006 | 2008 | 2013 | 2018 |
| ---- | ---- | ---- | ---- | ---- | ---- | ---- | ---- | ---- |
| 283  | 273  | 305  | 410  | 423  | 504  | 527  | 555  | 561  |

| 2022 | - | - | - | - | - | - | - | - |
| ---- | - | - | - | - | - | - | - | - |
| 552  | - | - | - | - | - | - | - | - |

## Culture locale et patrimoine

### Lieux et monuments
- Gare de Xermaménil - Lamath.
- Château dit le Magasin XIXe siècle (appartenait jadis à un fermier de la gabelle, propriété par la suite de la famille Hogard).
- Château Froment  XIXe siècle.
- Moulin à blé, puis moulin à tan, moulin à foulon et plâtrière, puis minoterie, actuellement entrepôt commercial et centrale hydroélectrique, atteste dès la première moitié du XVIIIe siècle. Lors de sa mise en location en 1808, il est présenté comme l'un des plus beaux moulins de l'Empire français[33].  Acquis en 1809 par Sébastien Keller, propriétaire de la faïencerie de Lunéville, qui, outre la mouture du blé, y pratique le foulage du drap et la mouture du tan dans un bâtiment construit dans le deuxième quart XIXe siècle. Adjonction d'un four à plâtre dans le deuxième quart du XIXe siècle de type tunnel à sole inclinée qui constitue l'unique spécimen existant dans l'ensemble du canton de Gerbéviller. L'ensemble est acquis par la famille Hogard de Blainville-sur-l'Eau vers 1840 qui le consacre exclusivement à la mouture du blé. Transformation en minoterie dans le premier quart du XXe siècle : surélévation et agrandissement de l'ancien moulin à foulon et à tan, construction d'un entrepôt industriel dans le deuxième quart du  XXe siècle lui-même surélevé en 1960. La minoterie est transformée en 1981 en entrepôt commercial et en centrale hydroélectrique.
- Église Saint-Mansuy néo-gothique inaugurée en septembre 1861et construite selon les plans de Léon Vautrin[34], surnommé l'architecte aux 120 églises : croix de procession et christ de bois XVIe siècle, chandeliers de bronze provenant de l'abbaye de Belchamps.

### Personnalités liées à la commune
- Le conseil municipal de Xermaménil a donné aux deux rues principales du village le nom de deux familles de militaires issues de la commune qui se sont illustrées au XXe siècle : les familles des généraux 
  - Anatole (1788-1855) et Léon Mangin (1822-1882), tous deux nés à Xermaménil
  - Émile (1894-1990), né à Xermaménil et Jacques Hogard (1918-1999) son fils.
- Le peintre Albert Joseph Pénot (1862-1930) est né à Xermaménil.

### Héraldique, logotype et devise
| Blason de Xermaménil | Blason  | De gueules au fer de moulin d'argent accompagné de quatre croisettes pommetées au pied fiché de même. |
| Blason de Xermaménil | Détails | Le moulin à blé devenu en 1981 centrale électrique est symbolisé par le fer (ou anille) de moulin. Le gueules et les croix pommetées sont celles du marquisat de Gerbéviller dont dépendait Xermaménil. Ce marquisat portait : De gueules, semé de croix pommetées au pied fiché d'argent, à deux bars adossés d'argent. Le fer de moulin dessine le X de Xermaménil. Motivation adaptée en octobre 2023 par Robert André Louis président et Dominique Lacorde secrétaire du Comité Lorrain d’héraldique. Adopté en 1983. |

Blason populaire 
Le village était surnommé Xermaménil-les-Monsieurs (prononcer Mon-sieurs). Les habitants voulaient croire qu'ils devaient ce sobriquet à leur air de politesse et d'honnêteté mais les villages voisins disaient qu'ils se moquaient ainsi de leur arrogance. Les habitants étaient aussi surnommés « les fourmis rouges de Kmammeni ». Dans les sobriquets, la fourmi symbolise les travailleurs acharnés ce qui est plutôt flatteur mais la fourmi rouge avait une réputation d'insecte particulièrement agressif ce qui est nettement moins flatteur.